# Font de Ferrutxelles
La font de Ferrutxelles, és una font que neix als peus del Puig de l'Escolà, al seu vessant nord, a la possessió de Son Reus de Randa (Algaida, Mallorca).
Té el qanat més llarg de l'illa de Mallorca, conegut com a qanat de Son Reus, amb una galeria de tres-cents metres de longitud que discorre en direcció sud-oest. Malgrat el pou mare està situat dins del terme municipal d'Algaida, el qanat condueix l'aigua sota terra fins als primers metres del terme municipal de Llucmajor, en terres de l'antic rafal musulmà de Ferrutxelles, actualment possessió de Son Saleta, d'on també en pren el nom.

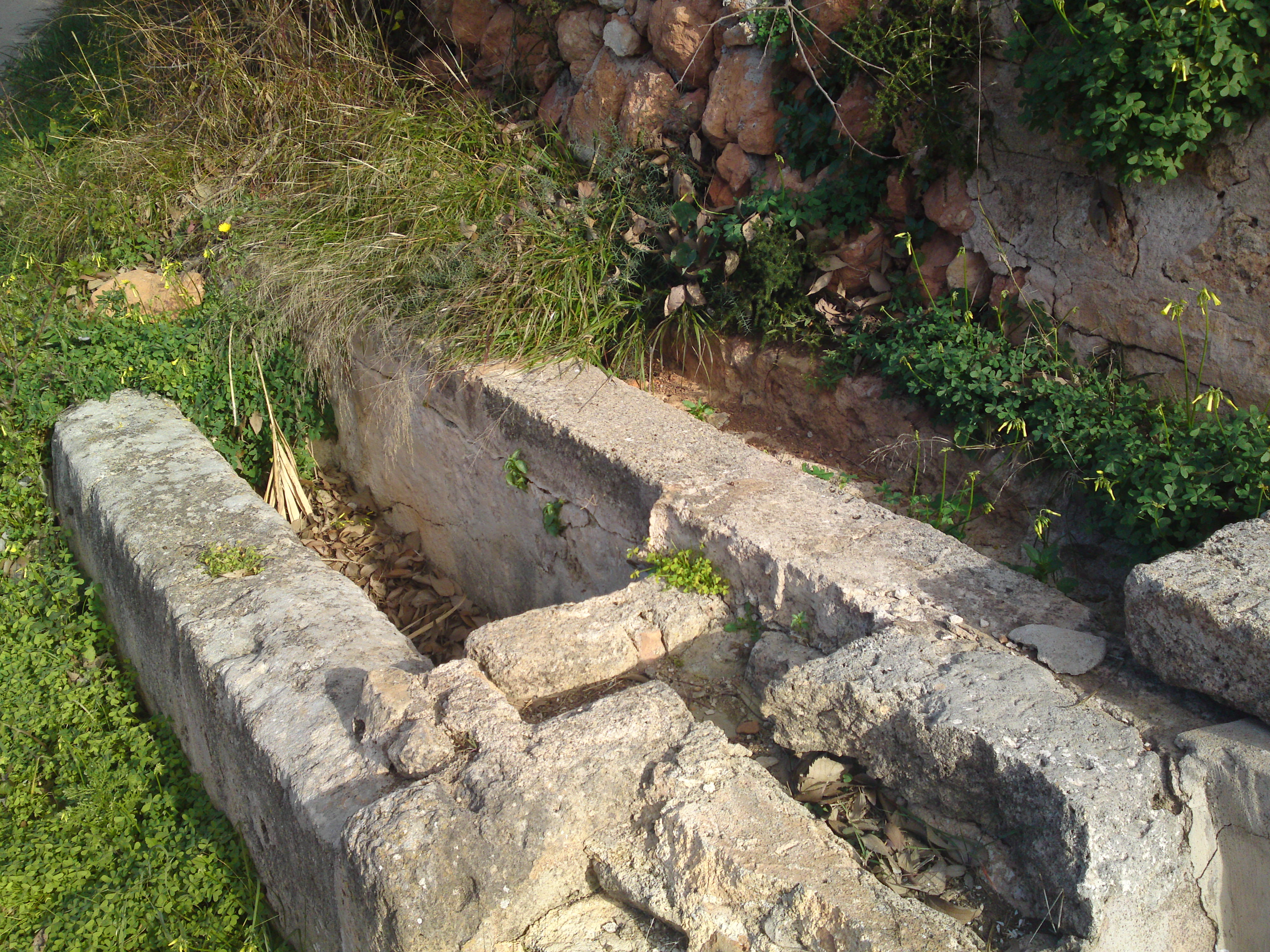
Una pica de la canaleta

Fou concedida a la vila veïna de Llucmajor pel rei Jaume II de Mallorca i participà en el seu abastiment fins a l'any 1969 mitjançant una canaleta d'uns 2,7 km, que discorre per la vorera del camí de Ferrutxelles i per la carretera Llucmajor-Algaida, fins a l'entrada de la ciutat de Llucmajor. El 1307 es projectà una canaleta, d'uns 1,7 km, per unir l'aigua sobrant de la font de Randa a l'aigua de la font de Ferrutxelles amb l'objectiu de millorar l'abastament de la població de Llucmajor.